# Глаухау
Глаухау (нім. Glauchau) або Глухів (в.-луж. Hłuchow) — місто у Німеччині, районний центр.

## Загальний опис
Місто розташоване у землі Саксонія. Підпорядковане адміністративному округу Хемніц. Входить до складу району Цвікау. Населення становить 21 965 ос. (станом на 31 грудня 2020). Площа — 51,49 км². Офіційний код — 14 1 73 070.
Місто поділяється на 6 міських районів. У Середні віки та Новий час служив центром володінь феодального роду Шенбург, які збудували в межах міста два замки.

## Галерея

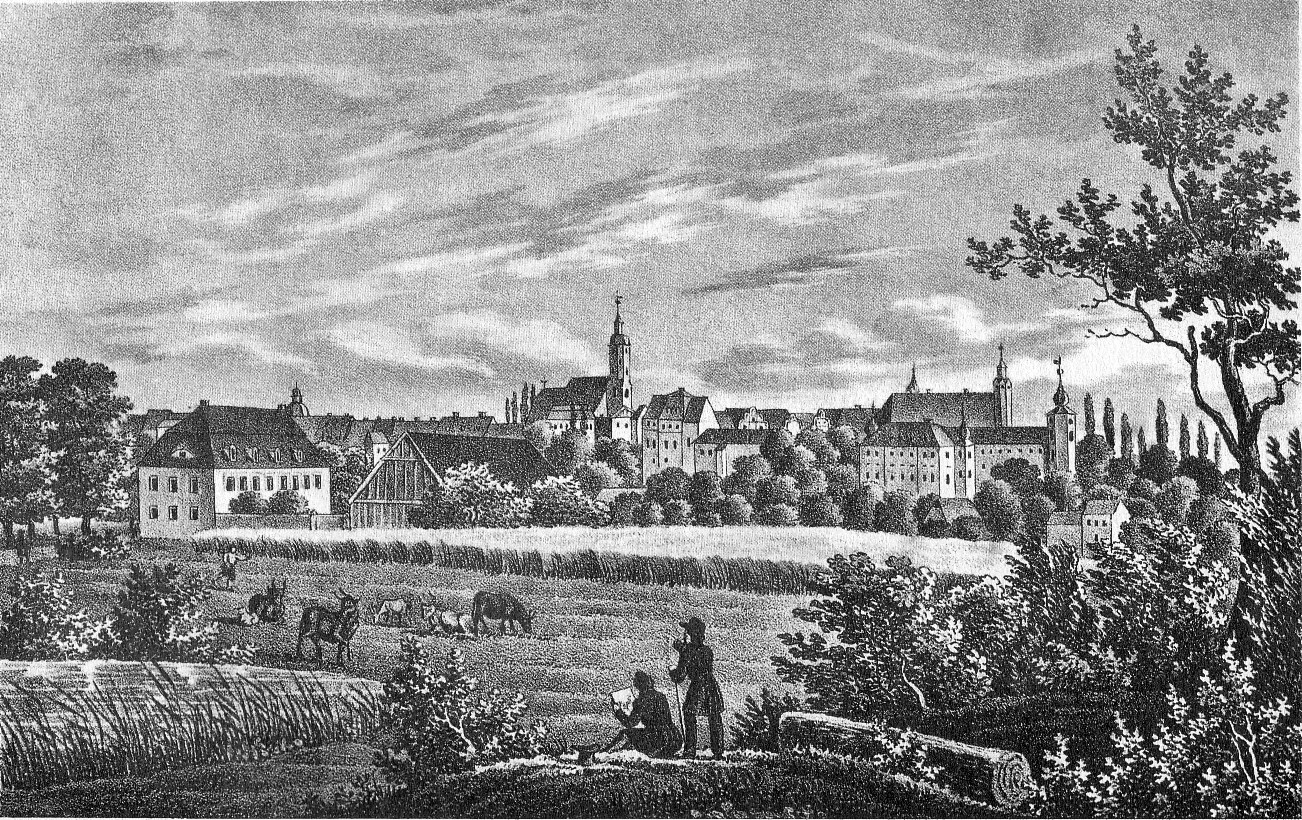
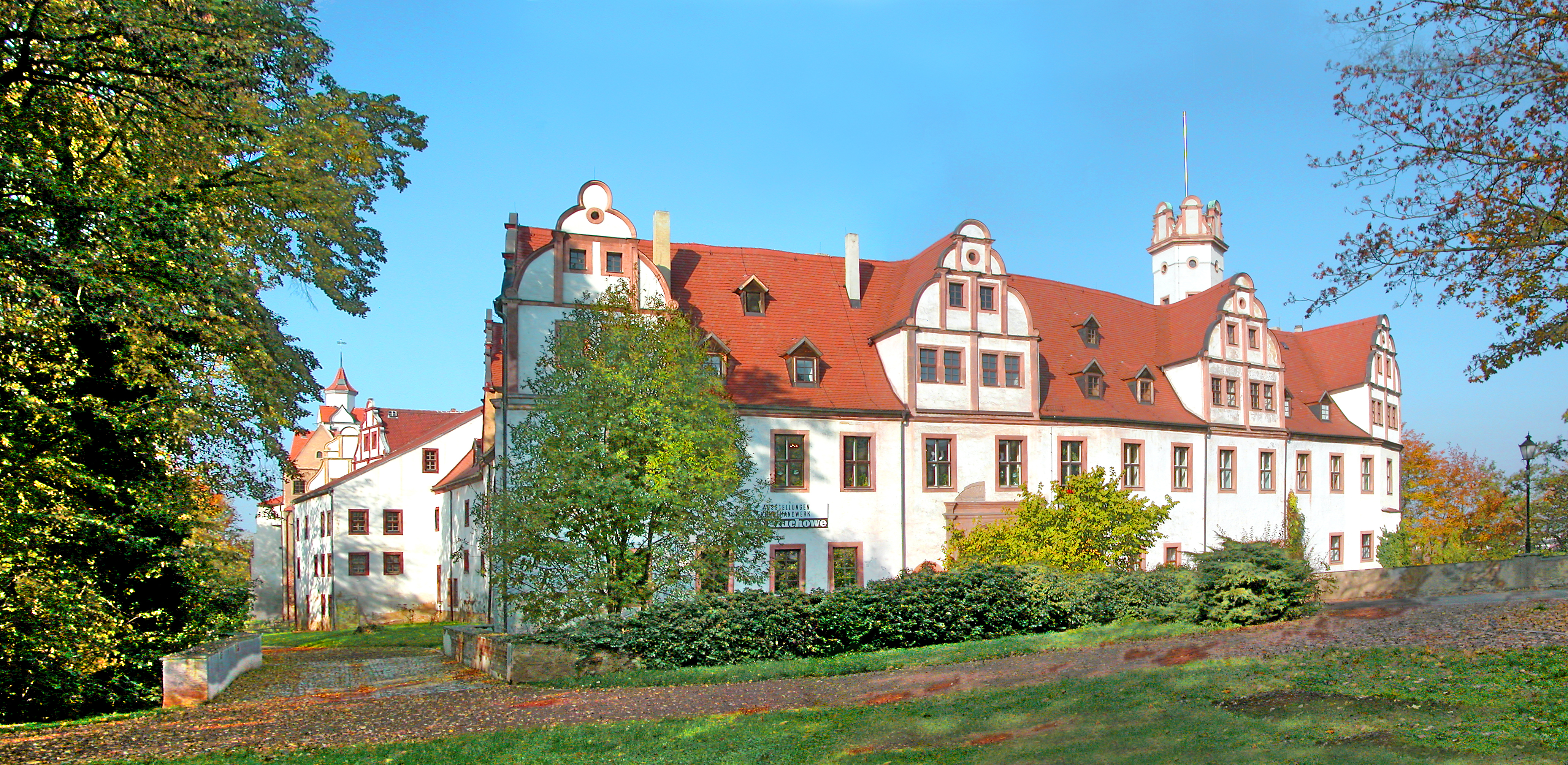
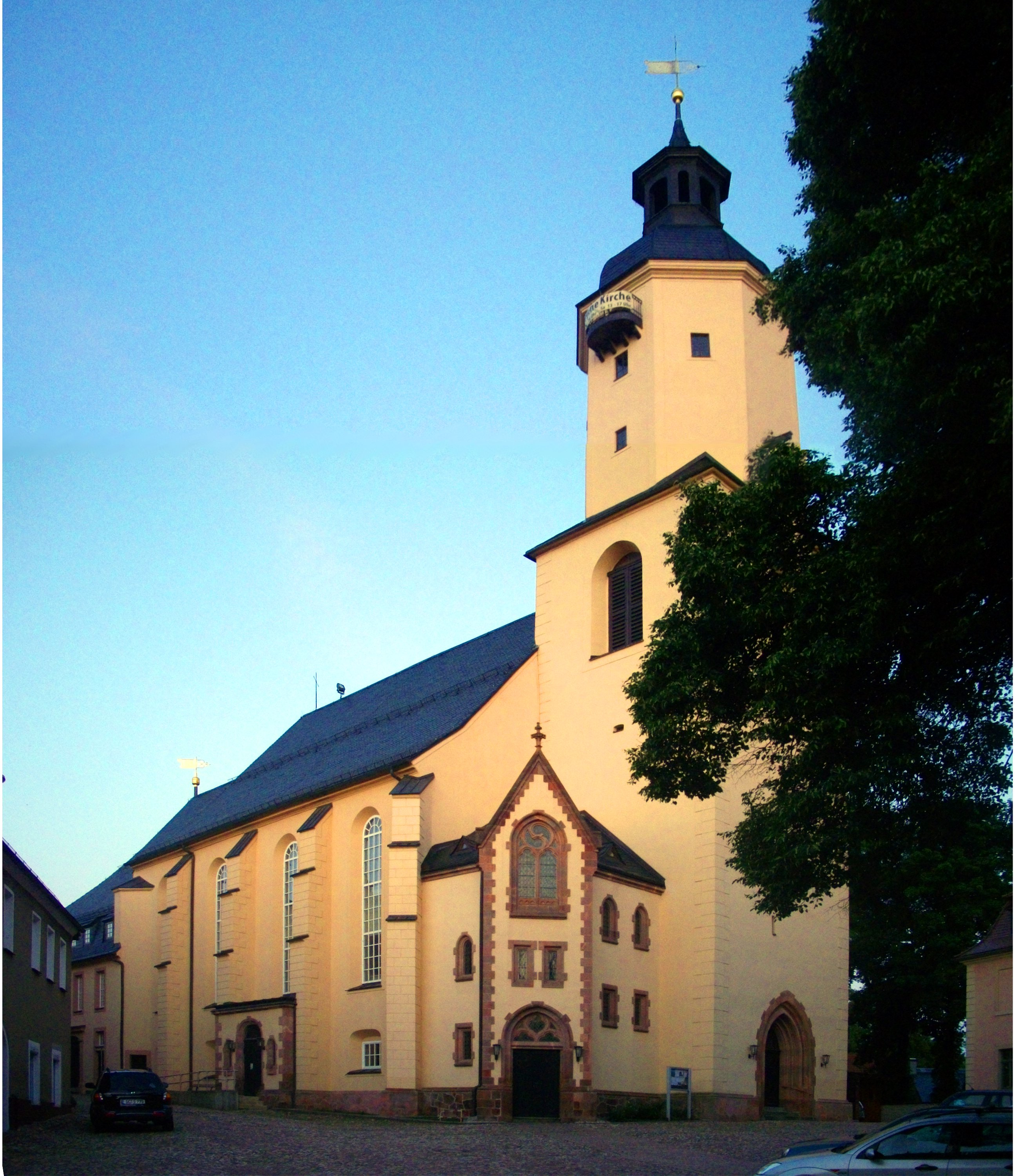
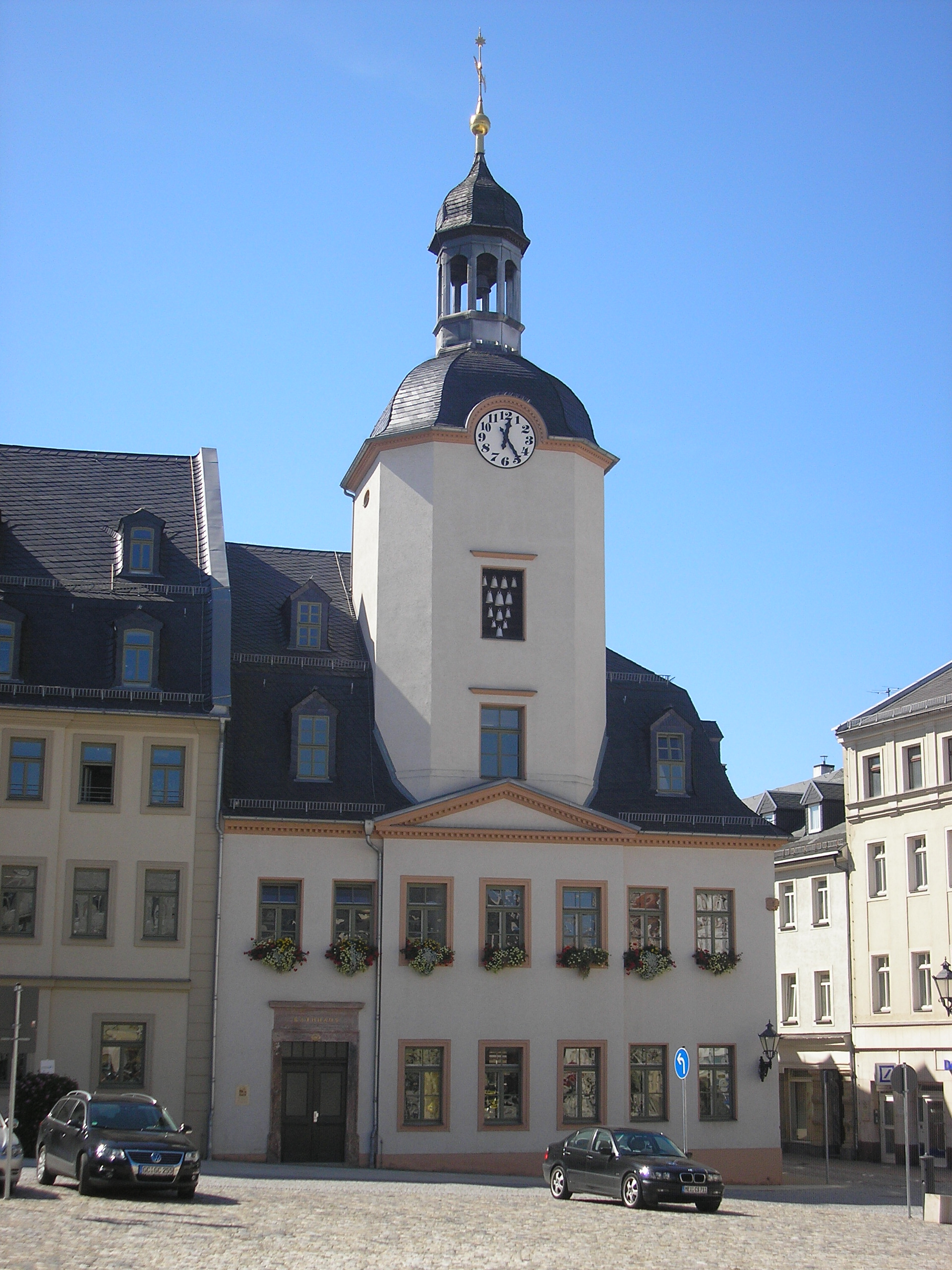
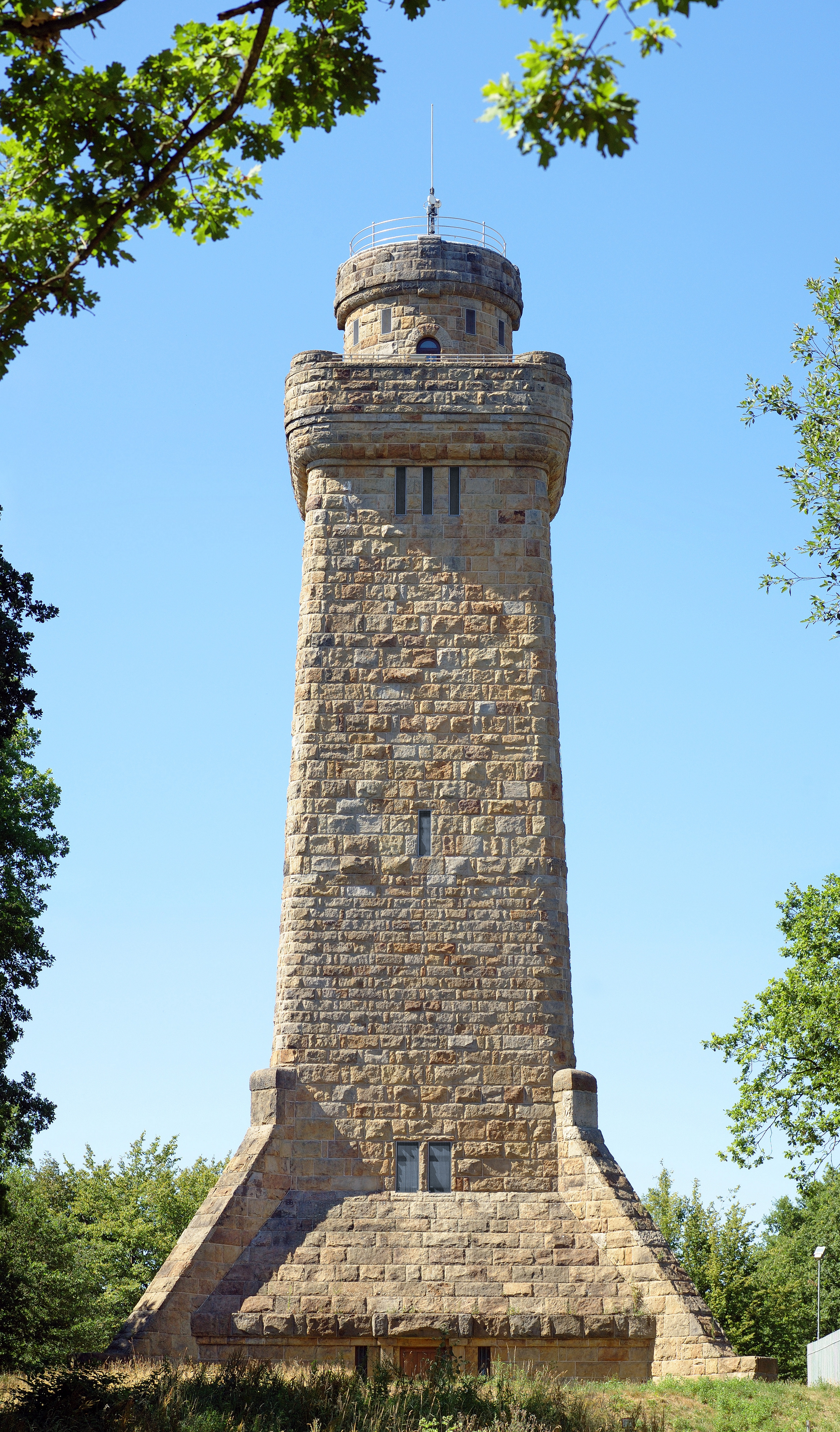

## Уроженці
- Ґеорґіус Аґрікола (лат. Georgius Agricola, справжнє ім'я Ґеорґ Бауер (Павер), нім. Georg Pawer, сучасна форма Georg Bauer; 24 березня 1494 — 21 листопада 1555) — німецький вчений епохи Відродження, філософ, геолог, мінералог, хімік, гірник, металург і лікар, автор першої європейської гірничо-металургійної енциклопедії.
- Ернст Фрідріх Ґермар (3 листопада 1786 — 8 липня 1853) — знаний німецький ентомолог. За освітою геолог, директор Галлезького Мінералогічного музею.